# Geschichte von Heddesdorf bis 1904

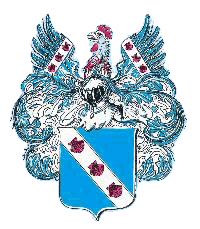
Wappen von Heddesdorf mit Helmzier

Heddesdorf ist eine ehemals selbständige Gemeinde, die 1904 per Vereinigungsvertrag mit der Stadt Neuwied in diese eingemeindet wurde.
Die beiden Teile der sog. „alten Stadt Neuwied“ (die ursprüngliche Stadt Neuwied wird heute als Innenstadt bezeichnet) werden seit Mitte 2024 als Ortsbezirke von Neuwied ausgewiesen.

## Geschichte
Wie von der gesamten Umgebung im Neuwieder Becken kann auch von Heddesdorf angenommen werden, dass es schon im Magdalénien als Siedlungsbereich genutzt wurde.

### Römerzeit
Die erste Besiedlung in geschichtlicher Zeit erfolgte durch das Römische Imperium um etwa 90 n. Chr., als im Zuge der Sicherung des Limes im Bereich der heutigen Geschwister-Scholl-Straße (früher: Römerstraße) ein Kohortenkastell errichtet wurde. Belegt zwischenzeitlich u. a. mit berittenen Auxiliartruppen wurden von hier aus Kleinkastelle der Umgebung wie auch Wachtürme am Limes bemannt. Auf dem Gelände des ehemaligen etwa 3 ha großen Kastells wurde ein Badehaus nachgewiesen, Reste eines Vicus wurden ebenfalls festgestellt. Wann das Kastell verlassen wurde, ist nicht feststellbar; es wird aber vermutet, dass diese Stelle um 190, spätestens aber mit dem Germanensturm 259/260 aufgegeben werden musste.
Siehe auch den Hauptartikel Kastell Heddesdorf

### Spätantike und Mittelalter
Ab Ende des vierten Jahrhunderts treten verstärkt die Franken hervor und besiedeln unter anderem die Region um Rhein und Mosel. Die Vorfahren der Grafen zu Isenburg sind in diese Zeit zu ordnen und in der Region nachweisbar. Umfangreichere Funde sind auf Heddesdorfer Gebiet aus der Merowingerzeit festzustellen, so drei Friedhöfe, deren größter 190 Reihengräber mit zahlreichen, auch schon christliche Einflüsse zeigenden Beigaben umfasste und an der Kreuzung der heutigen Bundesstraßen 42 und 256 lag. Ein karolingerzeitlicher Steinsarg wurde auf einem Friedhof bei der heutigen evangelischen Heddesdorfer Kirche gefunden und weist auf eine Siedlungskontinuität an diesem Ort, unmittelbar am früheren römischen Kastell, hin.

#### Gründung

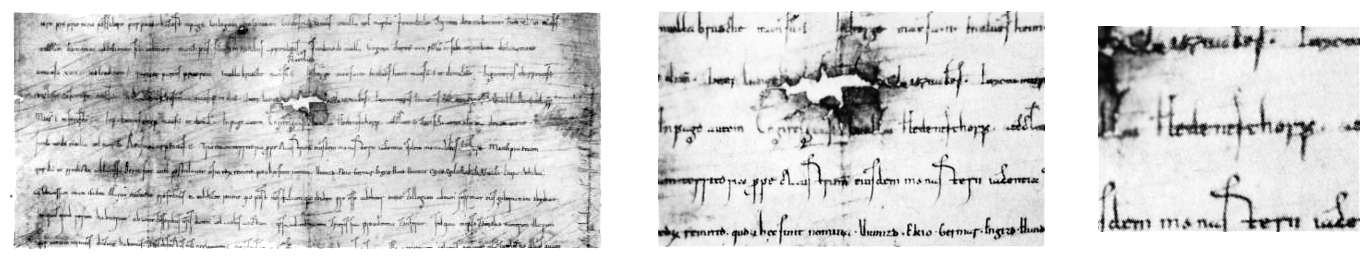
Urkunde mit der ersten Erwähnung Heddesdorfs

Keimzelle Heddesdorfs war wohl ein reichsfreier fränkischer Salhof, für den urkundlich belegt auch der Salzehnte auf der späteren Heddesdorfer Flur erhoben wurde. Zu diesem Hof gehörten 160 Morgen Land, die auch von den Isenburgern später übernommen wurden. Die oben erwähnte Heddesdorfer Kirche sorgte als mutmaßliche Eigenkirche des Reiches für die erstmalige Erwähnung Heddesdorfs. Am 25. Dezember 962 schenkte Bruno, Erzbischof von Köln, Bruder und Reichskanzler Ottos des Großen dem Kölner Cäcilienkloster diese Kirche in Hedenesthorp im Engersgau mit ihren Zehnttiteln.

#### Name
Der Ursprung der Ortsbezeichnung mag im Dunkeln verbleiben. Einigkeit herrscht, das die Endung „-dorf“ auf eine Gründung in der fränkischen Siedlungszeit, wahrscheinlich etwa im 7./8. Jahrhundert, hindeutet. Der näher bestimmende Namensteil mag von einem Gründer namens Heden oder Hedin, einem Frankenherzog Hedenus oder möglicherweise vom Trierer Erzbischof Hetti (814–847), dem Gründer der Koblenzer Kirche St. Kastor herrühren, von wo aus die christliche Gemeindeentwicklung der Gegend koordiniert wurde.

#### Die Ritter von Heddesdorf
Das Geschlecht derer von Heddesdorf tauchte erstmals am 30. Juni 1218 in einer Schenkungsurkunde des Heinrich von Isenburg auf, als Crafto de Hetensdorff und seine mutmaßlichen Söhne Arnold, Heinrich und Billung als Urkundszeugen genannt werden. Sie waren in dieser Zeit Lehnsleute der Isenburger. Zugleich ist hier der erste Nachweis des Heddesdorfer Wappens zu sehen. Der von den Heddesdorfern bewirtschaftete Lehnshof befand sich etwa 500 m östlich des Isenburger Hofes.
Das Wappen zeigt auf blauem Grund einen weißen Diagonalstreifen abwärts mit drei roten Jakobsmuscheln. Es wird vermutet, dass diese auf Wallfahrten der Herren von Heddesdorf nach Santiago de Compostela hindeuten. Die Helmzier weist möglicherweise auf das Hühnerwunder hin.
Nach dem wohl 1252 das Isenburger Eigentum an die Grafen zu Wied überging, waren die Heddesdorfer Herren über die folgenden zwei Jahrhunderte diesen gefolgschaftlich verbunden. Ihr Heddesdorfer Anwesen umfasste zu dieser Zeit etwa fünf Morgen wohnhaft genutztes Gelände und 60 Morgen landwirtschaftlich genutzter Flur.
Nachdem 1371 Gerlach von Heddesdorf eine Tochter des Grafen von Wied heiratete, verbesserte sich die gesellschaftliche Stellung des Geschlechts von Heddesdorf. Im 15. Jahrhundert orientierte es sich nach lukrativer Heirat in Richtung Mosel und verließ 1480 den Neuwieder Lehnshof nach Winningen.

#### Wirtschaft
Wie die meisten Orte der Größenordnung Heddesdorfs (1542: 81 Haushalte) lebte die Bevölkerung von Landwirtschaft und kleinem Handwerk. Bemerkenswert ist der seit dem 12. Jahrhundert nachgewiesene, bis ans Ende des 18. Jahrhunderts intensiv betriebene Weinbau, vor allem auf Flächen des Heddesdorfer Bergs, von dem ein 1503 erstelltes Pachtverzeichnis existiert. Angebaut wurde vor allem Rotwein, bis nach einigen harten Wintern und der Besetzung der linken Rheinseite durch Frankreich 1794 sowohl die Anzahl der Rebstöcke als auch die Absatzmöglichkeiten zurückgegangen waren.

### Neuzeit

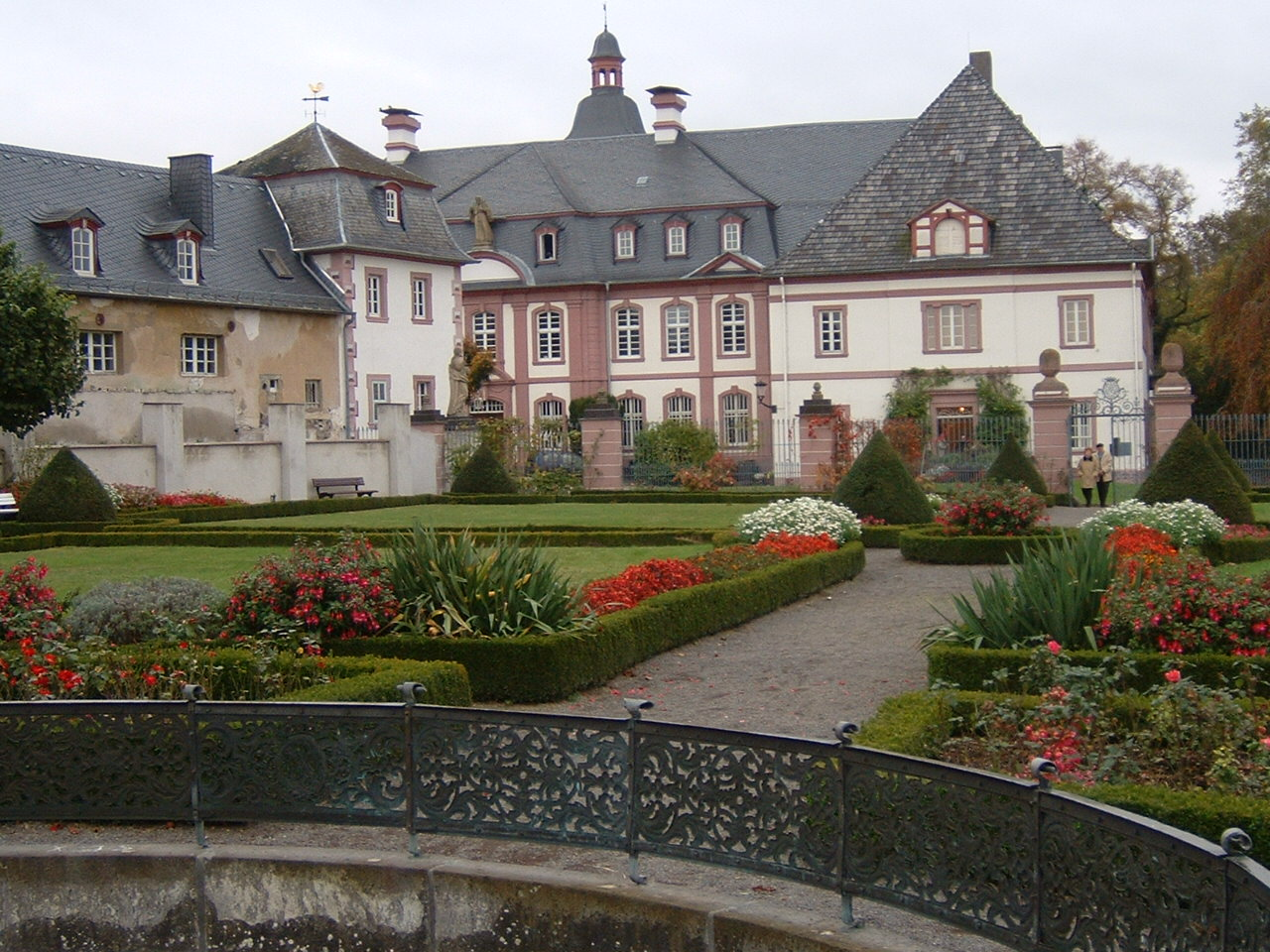
Abtei Rommersdorf, Ziel der Heddesdorfer Pfingstreiter

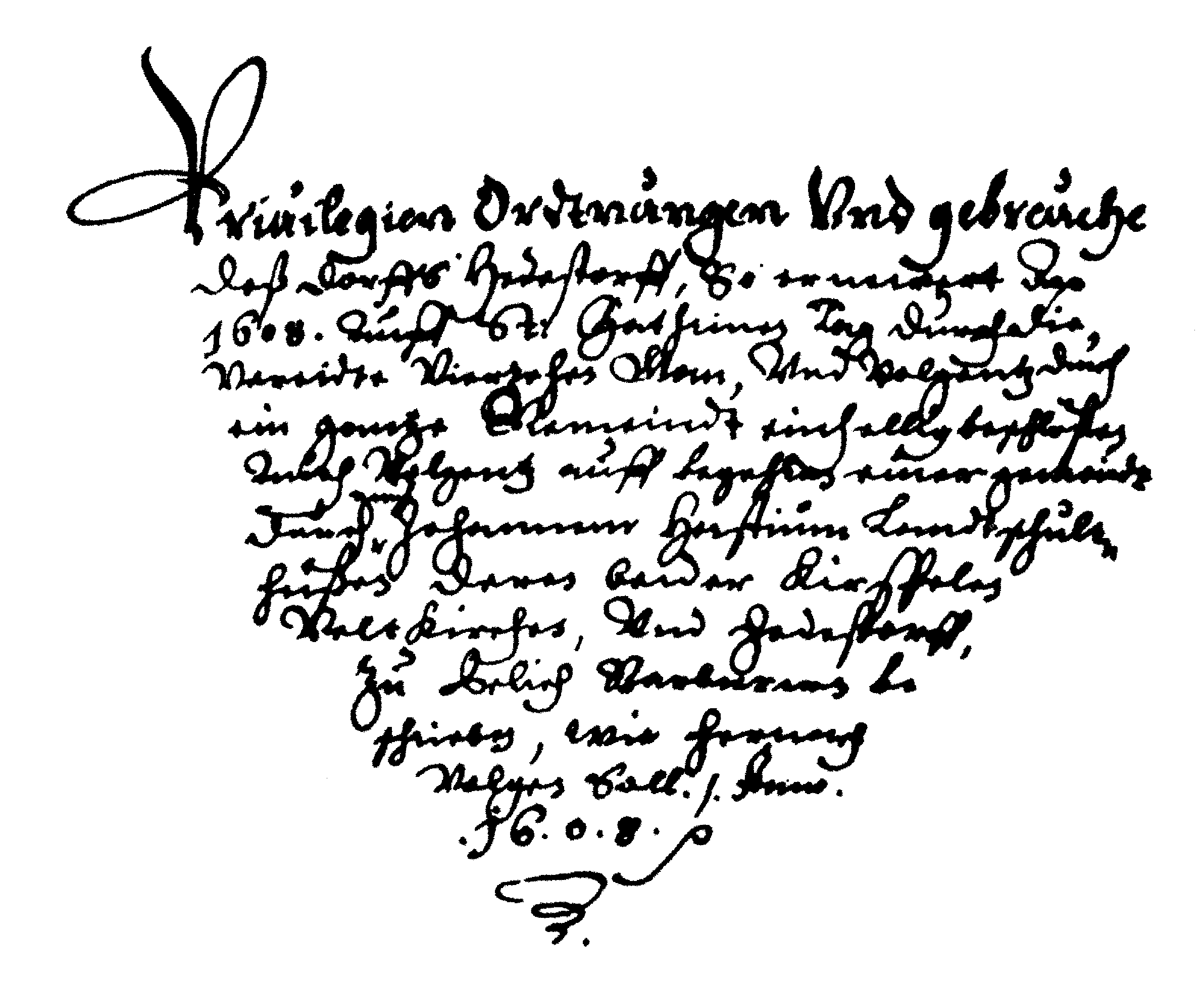
Präambel der Gemeindeordnung Heddesdorfs von 1608

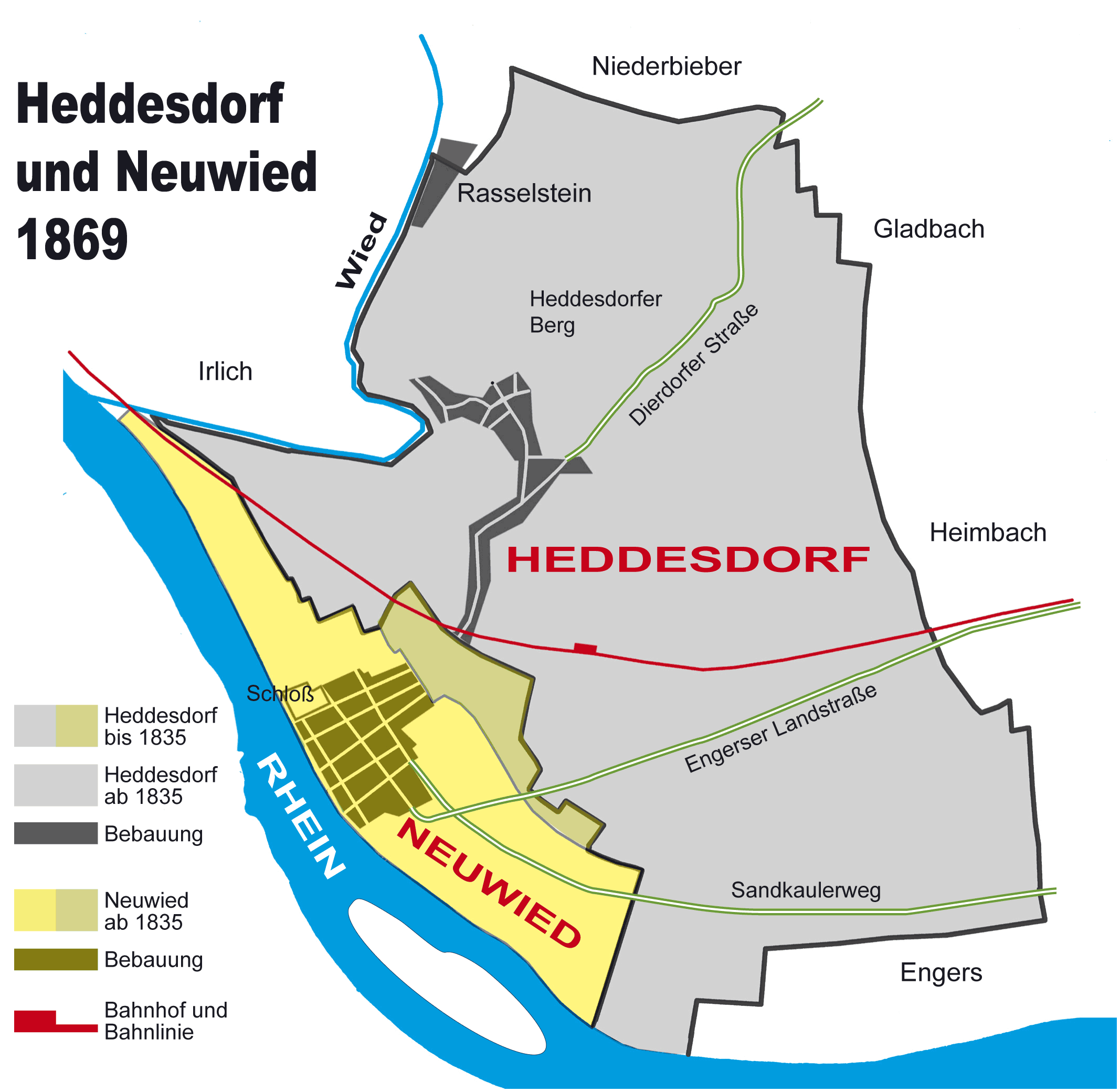
Plan von Heddesdorf und Neuwied 1869

Mindestens seit 1564, wahrscheinlich aber schon lange vor 1487, beginnt die Tradition der Heddesdorfer Pfingstreiter. Die Heddesdorfer Bürgermeister sind seit 1607 (Lutzges Thonges) namentlich bekannt. In diese Zeit fiel auch der erste Nachweis von Schulunterricht im Ort. 1675 wurde das erste Schulhaus erbaut, in dem nach Erweiterungen bis 1904 unterrichtet wurde.

#### Rasselstein
Im Wiedtal zwischen dem Irlicher Heldenberg und dem Heddesdorfer Berg entwickelte sich das Hüttenwerk Rasselstein, 1655 erstmals als Eisenhütte erwähnt. Seit 1760 von Heinrich Wilhelm Remy gepachtet, war es 1769 das erste deutsche Blechwalzwerk. 1787 kaufte es Remys Nachfolger Carl Wilhelm Remy. Es entwickelte sich zu einem der führenden deutschen Stahl- und Walzwerke und stellte 1835 die Schienen für die erste deutsche Eisenbahnstrecke Nürnberg-Fürth her. Es gehört seit 1999 zur ThyssenKrupp Stahl AG.
1784 wurden die Grafen zu Wied-Neuwied, der sog. Unteren Grafschaft Wied, in den Reichsfürstenstand erhoben, verloren aber schon infolge der Rheinbundakte 1806 ihre Herrschaftsrechte.

#### Bürgermeisterei Heddesdorf
Nach dem Sturz Napoleons und dem Wiener Kongress 1815 kam Heddesdorf an die spätere Rheinprovinz, zugehörig dem Regierungsbezirk Koblenz. Am 15. April 1817 wurde die „Bürgermeisterei Heddesdorf“ (später Amt Heddesdorf, bis 1957, dann Amt Niederbieber-Segendorf) begründet, zu der auch Niederbieber gehörte.
1851 wurde Eduard Justus von Runkel zum Landrat ernannt, der sein Wohnhaus, den Isenburger Hof (auch Haus Runkel, Herrenhöfchen, Haus Heddesdorf) auf dem heute Landratsgarten genannten Gelände zur Landratur erkor. Dies blieb das Haus, das 1740 als Herrenhaus des Grafen Alexander zu Wied gebaut worden war, bis 1906. Ursache dafür war, dass Runkels Sohn Friedrich Wilhelm Justus von Runkel ebenfalls zum Landrat ernannt wurde.
In diesen Jahren entwickelte sich Heddesdorf stetig fort und so wurde 1877 ein eigenes Postamt für die inzwischen über 3.000 Einwohner eingerichtet.
1852 erhielt Friedrich Wilhelm Raiffeisen die Ernennung zum Bürgermeister der Bürgermeisterei Heddesdorf. Er gründete den Heddesdorfer Wohltätigkeitsverein (1854), der in den Heddesdorfer Darlehnskassen-Verein umgewandelt wurde (1864), und damit die Vorläufer der heutigen Genossenschaftsbanken, sowie die bis heute bestehende Raiffeisen-Druckerei, die jetzt aber in Segendorf ist. 1865 musste Raiffeisen aus gesundheitlichen Gründen als Bürgermeister demissionieren, blieb aber bis zu seinem Tod aktiv beim Aufbau des ländlichen Genossenschaftswesens.
Richard Bigdenbach (Bürgermeister 1886–1919) sollte Heddesdorf in die Gemeinschaft mit der Stadt Neuwied führen. Zusammen mit Peter Siemeister (Ortsvorsteher 1884–1904) war er verantwortlich für die Modernisierung und städtische Entwicklung Heddesdorfs. In seine Amtszeit fielen der Bau der Grünanlagen um den Bahnhof Neuwied, eines Lehrerseminars (heute Werner-Heisenberg-Gymnasium), des St.-Elisabeth-Krankenhauses, einer Seminarübungsschule (frühere Sonnenlandschule), des Bismarckparks mit Sportplatz (heute Stadtpark und Raiffeisen-Stadion) und zahlreiche weitere Infrastrukturmaßnahmen wie Elektrifizierung, Kanalisierung und Feuerschutzmaßnahmen für den Ort. Der Bau eines Hochwasserschutzes für Heddesdorf wurde zwar projektiert, aber erst mit dem Bau des Deiches 1928 nach der Eingemeindung in die Stadt Neuwied verwirklicht.

### Bürgermeister von Heddesdorf
Seit dem 17. Jahrhundert sind die Namen der Bürgermeister („Heddesdorf“ als Vorläuferamt Neuwieds) in Urkunden überliefert. Es scheint, dass manchmal das Amt „erblich“ gewesen war. Von Peter Hof (1681) bis Peter Hof (1806) kamen allein 20 Bürgermeister aus dieser Familie. Mit dem Namen Jonas gab es sieben Bürgermeister. Mehrfach vertreten waren die Namen Hauprich, Siemeister, Bieber, Steltz, Kleinmann, Lichtenthäler, Rockenfeller und Tröller.
In einer Gemeindeverfassung, erneuert „Anno 1608 auf St. Catharinentag“, wurde festgelegt, dass die Neuwahl des Bürgermeisters am Katharinentag (25. November) stattzufinden hat. Die ältesten der bekannten Bürgermeister waren Lutzges Thonges (1607) und Max Kirst (1616). In späterer Zeit finden wir eine Reihe von Bürgermeistern, deren Namen noch heute Heddesdorfer Familien tragen.
| Amtszeit  | Name                         |
| --------- | ---------------------------- |
| 1607–     | Lutzges Thonges              |
| 1616–     | Max Kirst                    |
| 1681–     | Peter Hof                    |
| 1708–     | Friedrich Hauprich           |
| 1713–     | Marx Kirst                   |
| 1722–     | Philipp Seuser               |
| 1752–     | Nikolaus Lichtenthäler       |
| 1765–     | Wilhelm Jonas                |
| 1766–     | Johann Philipp Siemeister    |
| 1766–     | Ernst                        |
| 1769–     | Johann David Rockenfeller    |
| 1806–     | Peter Hof                    |
| 1817–1826 | Johann Friedrich von Runkel  |
| 1826–1842 | Peter Ernst                  |
| 1842–1852 | Heinrich Joseph Kampers      |
| 1852–1865 | Friedrich Wilhelm Raiffeisen |
| 1865–1869 | Scopansky                    |
| 1869–1869 | Ingenohl                     |
| 1869–1886 | Reinhard                     |
| 1886–1919 | Richard Bidgenbach           |
| 1919–1920 | Hummerich                    |
| 1920–1945 | Woltmann                     |
| 1945–1960 | Lück                         |

#### Eingemeindung
Einschneidendes Ereignis war und bleibt die Eingemeindung Heddesdorfs in die Stadt Neuwied. Die Lage Neuwieds war flächenmäßig durch die großzügige Gemarkung Heddesdorf beengt, die der damals etwas über 11000 Einwohner zählenden Stadt wenig Entwicklungsmöglichkeiten ließ. Nach einem kalten Landraub per Gerichtsurteil 1835 war schon Heddesdorfer Gebiet an Neuwied gefallen. Pläne Heddesdorfs zum Bau eines Wasserkraftwerks ließen 1903 den Neuwieder Bürgermeister Geppert aktiv werden, den Landrat Runkel dafür zu gewinnen, die beiden Orte zu vereinigen.
Die Neuwieder Stadtverordneten brauchten dazu nicht lange überredet werden, die Heddesdorfer allerdings waren nicht überzeugt. Zwar stimmten sie erst überraschend schnell zu, wurden dann aber durch Widerstände in der Bevölkerung und eigene Zweifel wieder wankend. So zog sich der Vollzug der Eingemeindung hin, bis Landrat Runkel am 20. Mai 1904 bekannt machen ließ:
Durch allerhöchste Cabinetordre Seiner Majestät vom 14. Mai 1904 ist die Eingemeindung des Dorfes Heddesdorf in die Stadt Neuwied genehmigt worden. Die Eingemeindung geschieht mit rückwirkender Kraft vom 1. April 1904 an. Kaiser Wilhelm II. hatte entschieden.
Ein Auseinandersetzungsvertrag, der u. a. das Vermögen des Ortes Heddesdorf bei der Landbürgermeisterei Heddesdorf beließ, und ein Vereinigungsvertrag, der ebenfalls u. a. die Errichtung eines Bismarckdenkmals wie einer Schule (der heutigen Geschwister-Scholl-Schule) beinhaltete sowie die Stadtvertretung Neuwieds von 24 Mitgliedern um 12 Heddesdorfer Vertreter erweiterte, waren Grundlagen des neuen Neuwied. Eine Steuerermäßigung für die Heddesdorfer sorgte 1907 noch für juristische Unruhe, da sie vor Gericht annulliert wurde, freiwillige Zahlungen aus Neuwied nach Heddesdorf sorgten dann aber für Ausgleich.